# 一寸先は闇
一寸先は闇（いっすんさきはやみ）は、江戸時代の日本からのことわざ。

## 概要
将来のことというのは、それがつい目の前のことであっても一切予測をするということはできないということを意味する。これから起こる不幸の場合などにおいてこの言葉が用いられている。

### 歴史
この言葉が最初に用いられていたのは、1660年ごろに著された『東海道名所記』という仮名草子である。ここでは、浮世であるために明日をも知らず、命は露の間であり、一寸先は闇であるということが述べられていた。
この言葉というのは、戦国時代で戦乱に明け暮れていた直後の時代に、その悲惨な記憶が生々しい時代に生まれていた。それから後の平和な時代になっても戦乱の世が再び起こるかもしれない不安を抱えていたために、酒食の席では享楽的に一寸先は闇と盛んに歌われていた。
この言葉は京いろはかるたに収録されていた。